# رواية البزي عن ابن كثير
رواية البزي عن ابن كثير أحد روايات القرآن الكريم، رواها البزي وهو أبو الحسن أحمد بن محمد بن عبد الله (170 هـ - 250 هـ) مقرئ مكة ومؤذن المسجد الحرام، عن ابن كثير المكي وهو عبد الله أبو معبد العطار الدارى الفارسي الأصل إمام أهل مكة في القراءة.

## ابن كثير
هو عبد الله بن كثير بن عمرو بن عبد الله بن زادان بن فيروز بن هرمز , يكنى أبو معبد ويقال له الداري نسبة إلى بني عبد الدار، وقيل أن الداري نسبه لكونه عطارا , ولد بمكة سنة 45 هـ وتوفي سنة 120 هـ , ويعد ابن كثير أحد القراء السبعة , فهو لقي من الصحابة أبو أيوب الأنصاري وأنس بن مالك وعبد الله بن الزبير ومجاهد بن جبير المكي ودرباس مولى عبد الله بن عباس , وكلهم روى عنهم , وكان قاضي الجماعة بمكة وإمام الناس في القراءة بها، قال عنه ابن مجاهد: ولم يزل عبد الله بن كثير هو الإمام المجتمع عليه في القراءة بمكة حتى مات سنة عشرين ومائة بمكة , قيل إنه أقام مدة في العراق ثم عاد إلى مكة ومات بها.
أخذ ابن كثير القراءة عرضا عن عبد الله بن السائب وعن مجاهد بن جبير المكي وعن درباس مولى ابن عباس , وقرأ ابن السائب على أبي بن كعب وعمر بن الخطاب , وقرأ مجاهد على عبد الله بن السائب وعبد الله بن العباس , وقرأ درباس على عبد الله بن عباس وقرأ ابن عباس على أبي بن كعب وزيد بن ثابت , وقرأ أبي وزيد وعمر على رسول الله صلّى الله عليه وسلم.
وروى عنه القراءة جمع كثير من القراء والأئمة منهم إسماعيل بن عبد الله القسط وإسماعيل بن مسلم وحماد بن سلمة والخليل بن أحمد وشبل بن عباد وأبو عمرو بن العلاء وسليمان بن المغيرة وعبد الملك بن جريج وابن أبي مليكة , ونقل الإمام محمد بن إدريس الشافعي قراءة ابن كثير وأثنى عليها وقال : قراءتنا قراءة عبد الله بن كثير وعليها وجدت أهل مكة.

## البزي
هو أحمد بن محمد بن عبد الله بن القاسم بن نافع بن أبي بزة , واسم أبي بزة بشار فارس من أهل همذان أسلم على يد السائب بن أبي السائب،
يكنى أبو الحسن ويلقب بالبزي , ولد سنة 170 هـ بمكة وهو أكبر من روى قراءة ابن كثير , وتوفي سنة 250 هـ , واليه انتهت مشيخة الإقراء بمكة، وكان مؤذن المسجد الحرام وإمامه أربعين سنة.
ويعد البزي أستاذ ضابط محقق في قراءات القران الكريم , روى القراءة عن عكرمة بن سليمان عن إسماعيل بن عبد الله القسط وعن شبل ابن عباد عن ابن كثير , ولم ينفرد البزي برواية قراءة ابن كثير بل رواها عنه الكثير لكنه كان أشهرهم وأميزهم وأعدلهم وقرأ عليه كثيرون، منهم الحسن بن الحباب وأبو ربيعة وأحمد بن فرح وقنبل وهو الراوي الثاني لقراءة ابن كثير.

## منهج القراءة
لقراءة البزي عن ابن كثير بعض الخصائص والمميزات تفرقها عن بقيت القراءات ومنها:
- يبسمل بين كل سورتين إلا بين الأنفال والتوبة كا قالون.
- يضم ميم الجمع ويصلهما بواو إن كان بعدها متحرك بلا خلف عنه.
- يقرأ بقصر المنفصل وتوسط المتصل قولا واحدا.
- يسهل الهمزة الثانية من الهمزتين من كلمة من غير إدخال ألف بينهما.
- يختلف راوياه في الهمزتين من كلمتين إذا كانتا متفقتي الحركة، فالبزي يقرأ كقالون، وقنبل يقرأ بتسهيل الثانية أو إبدالها حرف مد كورش , وأما مختلفتي الحركة فابن كثير من روايتيه يغير الثانية منهما كما يغيرها قالون وورش.
- يصل هاء الضمير بواو إن كانت مضمومة وقبلها حرف ساكن وبعدها حرف متحرك، ويصلها بياء إن كانت مكسورة وقبلها ساكن وبعدها متحرك نحو.
- يفتح ياءات الإضافة إذا كان بعدها همزة قطع مفتوحة أو همزة وصل مقرونة بلام التعريف أو مجردة منها على تفصيل يعلم من المؤلفات في كتب القراءات.
- يقف على التاءات المرسومة في المصاحف تاء مفتوحة بالهاء.
- يثبت بعض الياءات الزائدة وصلا ووقفا موجودة في كتب القراءات.

## طبعة مجمع الملك فهد لطباعة المصحف الشريف
في 20 رمضان 1443ه الموافق 21 أبريل 2022، أعلن مجمع الملك فهد لطباعة المصحف الشريف عن طباعة إصدارٍ جديدٍ للقرآن الكريم وفق رواية البزي عن ابن كثير المكي. وتتميز الطبعة بأنها تُطبع لأول مرةٍ في مجمع الملك فهد، ويوافق المصحف برواية البزي عن ابن كثير المكي في صفحاته بدءً ونهايةً المصحف الكريم المطبوع في المجمع وفق رواية حفص عن عاصم الذي تبدأ كل صفحة فيه بآية وتنتهي بآية.

## أنظر أيضًا
- رواية حفص عن عاصم.
- رواية شعبة عن عاصم.
- رواية قالون عن نافع.
- رواية ورش عن نافع.
- رواية قنبل عن ابن كثير.
- رواية الدوري عن أبي عمرو.
- رواية السوسي عن أبي عمرو.
- رواية هشام عن أبن عامر.
- رواية ابن ذكوان عن أبن عامر.
- رواية خلف عن حمزة.
- رواية خلاد عن حمزة.
- رواية الدوري عن الكسائي.
- رواية أبي الحارث عن الكسائي.
- رواية ابن وردان عن ابي جعفر.
- رواية ابن جماز عن ابي جعفر.
- رواية رويس عن يعقوب.
- رواية روح عن يعقوب.
- رواية اسحاق عن خلف.
- رواية ادريس عن خلف.

القراء السبعة هم:
- عبد الله بن كثير الداري المكي
- عبد الله بن عامر اليحصبي الشامي
- عاصم بن أبي النَّجود الأسدي الكوفي
- أبو عمرو بن العلاء البصري
- حمزة بن حبيب الزيات الكوفي
- نافع بن عبد الرحمن بن أبي نعيم المدني
- أبو الحسن علي بن حمزة الكسائي النحوي الكوفي

تمام القراء العشرة:
- خلف بن هشام
- يعقوب الحضرمي
- أبو جعفر المدني